# Dániel Nagy

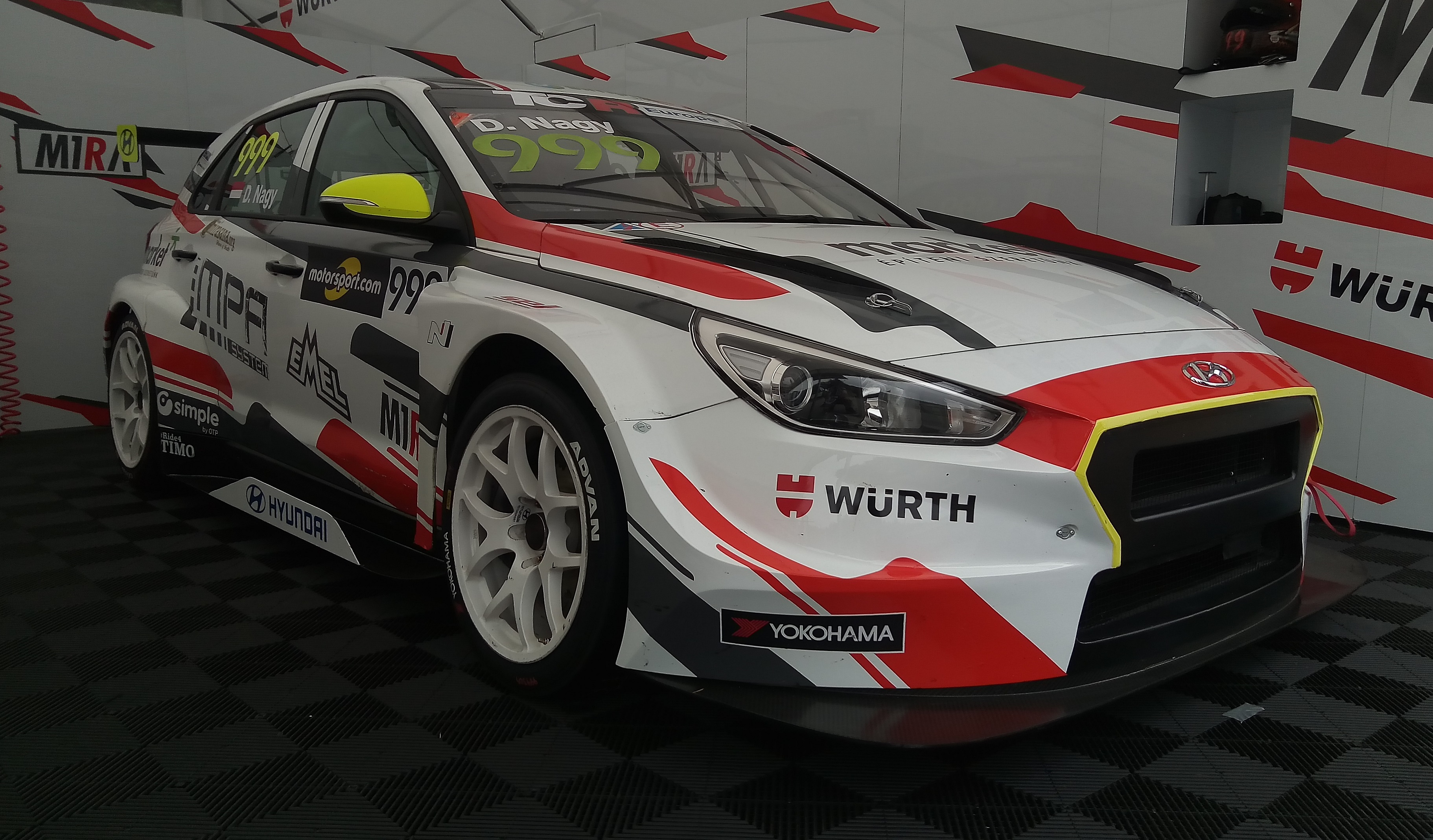
Hyundai i30 de TCR Europa que utilizó en 2018.

Dániel Nagy (Budapest, 9 de abril de 1998) es un piloto de automovilismo húngaro.

## Carrera deportiva
Nagy comenzó su carrera en 2011 en la Hungarian Suzuki Swift Cup, donde ganó el campeonato de 2013 y 2015.
En julio de 2015, se anunció que Nagy hizo su debut en TCR International Series, con un SEAT León del equipo húngaro Zengő Motorsport. Fue parte de la ronda del circuito Red Bull Ring de Austria, clasificándose en tercer lugar.
En marzo de 2016 fue parte de Zengő para la temporada 2016 del Campeonato Mundial de Turismos, para ser compañero del también húngaro Ferenc Ficza Jr., en la conducción de un Honda Civic. Continuó en el equipo para 2017, sumando su primer punto en la tercera carrera.
En 2018 y 2020, este piloto compitió a tiempo completo en TCR Europa con Hyundai (inicialmente con el equipo M1RA y luego con BRC) donde ha logrado una victoria y varios podios. También compitió en la ronda de Hungría de la Copa Mundial de Turismos 2018, logrando un segundo lugar en la carrera 2.
Volvió a competir en el mundial en 2022, de la mano de Zengő junto a Robert Huff. Obtuvo un cuarto puesto como mejor resultado.

## Vida personal
Es el hermano del jugador de waterpolo Viktor Nagy y nieto de pintor Tivadar Kosztka Csontváry.

## Resultados

### TCR Internacional Series
(Clave) (negrita indica pole position) (cursiva indica vuelta rápida)

| Año  | Equipo           | Auto              | 1   | 2   | 3   | 4   | 5   | 6   | 7   | 8   | 9   | 10  | 11    | 12    | 13  | 14  | 15     | 16     | 17  | 18  | 19  | 20  | 21  | 22  | Pos. | Pts. |
| ---- | ---------------- | ----------------- | --- | --- | --- | --- | --- | --- | --- | --- | --- | --- | ----- | ----- | --- | --- | ------ | ------ | --- | --- | --- | --- | --- | --- | ---- | ---- |
| 2015 |                  |                   | MYS | MYS | CHN | CHN | ESP | ESP | POR | POR | ITA | ITA | AUT I | AUT I | RUS | RUS | AUT II | AUT II | SGP | SGP | THA | THA | MAC | MAC | 36.º | 3    |
| 2015 | Zengő Motorsport | SEAT León Racer   |     |     |     |     |     |     |     |     |     |     |       |       |     |     | Ret    | DNS    |     |     |     |     |     |     | 36.º | 3    |
| 2017 |                  |                   | GEO | GEO | BHR | BHR | BEL | BEL | ITA | ITA | AUT | AUT | HUN   | HUN   | ALE | ALE | THA    | THA    | CHN | CHN | EAU | EAU |     |     | -    | 0    |
| 2017 | Zengő Motorsport | SEAT León TCR SEQ |     |     |     |     |     |     |     |     |     |     | 15    | DNS   |     |     |        |        |     |     |     |     |     |     | -    | 0    |

### Campeonato Mundial de Turismos
(Clave) (negrita indica pole position) (cursiva indica vuelta rápida)

| Año     | Equipo           | Auto             | 1         | 2        | 3        | 4         | 5        | 6         | 7        | 8         | 9        | 10       | 11       | 12       | 13        | 14        | 15       | 16       | 17       | 18       | 19       | 20       | 21       | 22       | Pos. | Puntos |
| ------- | ---------------- | ---------------- | --------- | -------- | -------- | --------- | -------- | --------- | -------- | --------- | -------- | -------- | -------- | -------- | --------- | --------- | -------- | -------- | -------- | -------- | -------- | -------- | -------- | -------- | ---- | ------ |
| 2016    | Zengő Motorsport | Honda Civic WTCC | FRA 1 WD  | FRA 2 WD | SVK 1    | SVK 2     | HUN 1    | HUN 2     | MAR 1    | MAR 2     | GER 1    | GER 2    | RUS 1    | RUS 2    | POR 1 17  | POR 2 Ret | ARG 1 15 | ARG 2 17 | JPN 1 15 | JPN 2 19 | CHN 1 15 | CHN 2 18 | QAT 1 11 | QAT 2 15 | 24°  | 0      |
| 2017    | Zengő Motorsport | Honda Civic WTCC | MAR 1 11† | MAR 2 14 | ITA 1 10 | ITA 2 Ret | HUN 1 13 | HUN 2 Ret | GER 1 14 | GER 2 Ret | POR 1 13 | POR 2 14 | ARG 1 12 | ARG 2 14 | CHN 1 DSQ | CHN 2 DSQ | JPN 1 15 | JPN 2 14 | MAC 1 15 | MAC 2 11 | QAT 1 15 | QAT 2 13 |          |          | 19°  | 1      |
| Fuente: |                  |                  |           |          |          |           |          |           |          |           |          |          |          |          |           |           |          |          |          |          |          |          |          |          |      |        |

### Copa Mundial de Turismos
(Clave) (negrita indica pole position) (cursiva indica vuelta rápida)

| Año  | Equipo                        | Auto                       | 1   | 2   | 3   | 4   | 5   | 6   | 7   | 8   | 9   | 10  | 11  | 12  | 13  | 14  | 15  | 16  | 17  | 18  | 19  | 20  | 21  | 22  | 23  | 24  | 25  | 26  | 27  | 28  | 29  | 30  | Pos. | Pts. |
| ---- | ----------------------------- | -------------------------- | --- | --- | --- | --- | --- | --- | --- | --- | --- | --- | --- | --- | --- | --- | --- | --- | --- | --- | --- | --- | --- | --- | --- | --- | --- | --- | --- | --- | --- | --- | ---- | ---- |
| 2018 |                               |                            | MAR | MAR | MAR | HUN | HUN | HUN | ALE | ALE | ALE | NED | NED | NED | POR | POR | POR | SVK | SVK | SVK | CHN | CHN | CHN | CHW | CHW | CHW | JAP | JAP | JAP | MAC | MAC | MAC | 20°  | 36   |
| 2018 | M1RA                          | Hyundai i30 N TCR          |     |     |     | 7   | 2   | 6   |     |     |     |     |     |     |     |     |     |     |     |     |     |     |     |     |     |     |     |     |     |     |     |     | 20°  | 36   |
| 2022 |                               |                            | FRA | FRA | ALE | ALE | HUN | HUN | ESP | ESP | POR | POR | ITA | ITA | ALS | ALS | BAR | BAR | ARA | ARA |     |     |     |     |     |     |     |     |     |     |     |     | 16.º | 62   |
| 2022 | Zengő Motorsport Services KFT | Cupra León Competición TCR | 13  | 11  | C   | C   | 17  | Ret | Ret | 4   | 12  | Ret |     |     | 8   | 12  | 11  | 10  | Ret | 7   |     |     |     |     |     |     |     |     |     |     |     |     | 16.º | 62   |

#### WTCR Trophy
| Año  | Equipo                        | Auto                       | 1   | 2   | 3   | 4   | 5   | 6   | 7   | 8   | 9   | 10  | 11  | 12  | 13  | 14  | 15  | 16  | 17  | 18  | Pos. | Pts. |
| ---- | ----------------------------- | -------------------------- | --- | --- | --- | --- | --- | --- | --- | --- | --- | --- | --- | --- | --- | --- | --- | --- | --- | --- | ---- | ---- |
| 2022 |                               |                            | FRA | FRA | ALE | ALE | HUN | HUN | ESP | ESP | POR | POR | ITA | ITA | ALS | ALS | BAR | BAR | ARA | ARA | 4.º  | 51   |
| 2022 | Zengő Motorsport Services KFT | Cupra León Competición TCR | 4   | 2   | C   | C   | 4   | Ret | Ret | 2   | 3   | Ret |     |     | 3   | 4   | 3   | 3   | Ret | 3   | 4.º  | 51   |

### TCR Europe Touring Car Series
(Clave) (negrita indica pole position) (cursiva indica vuelta rápida)

| Año  | Equipo           | Auto                       | 1   | 2   | 3   | 4   | 5   | 6   | 7   | 8   | 9   | 10  | 11  | 12  | 13  | 14  | Pos. | Pts. |
| ---- | ---------------- | -------------------------- | --- | --- | --- | --- | --- | --- | --- | --- | --- | --- | --- | --- | --- | --- | ---- | ---- |
| 2018 |                  |                            | LEC | LEC | ZAN | ZAN | SPA | SPA | HUN | HUN | ASS | ASS | MON | MON | BAR | BAR | 5°   | 138  |
| 2018 | M1RA             | Hyundai i30 N TCR          | 2   | 3   | 7   | 11  | 8   | 6   | 3   | 2   | 1   | Ret | Ret | 12  | 7   | 2   | 5°   | 138  |
| 2019 |                  |                            | HUN | HUN | HOC | HOC | SPA | SPA | RBR | RBR | OSC | OSC | BAR | BAR | MON | MON | 21°  | 60   |
| 2019 | M1RA Motorsport  | Hyundai i30 N TCR          | 5   | 3   | 23  | 15  | 17  | Ret | 13  | Ret |     |     |     |     |     |     | 21°  | 60   |
| 2020 |                  |                            | LEC | LEC | ZOL | ZOL | MON | MON | BAR | BAR | SPA | SPA | JAR | JAR |     |     | 8°   | 202  |
| 2020 | BRC Racing Team  | Hyundai i30 N TCR          | 11  | 10  | 4   | 3   | 6   | 13  | 6   | 5   | 17  | 6   | 7   | 20† |     |     | 8°   | 202  |
| 2021 |                  |                            | SVK | SVK | LEC | LEC | ZAN | ZAN | SPA | SPA | NUR | NUR | MON | MON | BAR | BAR | 18°  | 60   |
| 2021 | Zengő Motorsport | CUPRA León Competición TCR | 3   | 5   |     |     |     |     |     |     |     |     |     |     |     |     | 18°  | 60   |